# Sipavicius Tamás
Sipavicius Tamás (Budapest, 1970. december 11. –) Kozma Lajos Kézműves Iparművészeti Ösztöndíjas designer, festő, grafikus.
Sipavicius Tamás 1989-től 1991-ig Vilniusi Művészeti Akadémia festőszakát végezte el, majd a Magyar Iparművészeti Főiskola alkalmazott grafika - fotó szakát. 1992-ben tanulmányi ösztöndíjban részesült a Brüsszeli Királyi Művészeti Akadémián (festő szak). 1993-ban tanulmányi ösztöndíjat kapott (Rietveldi Művészeti Akadémia, festő szak, Arnhem, Hollandia). 1995-től 1997-ig a Magyar Iparművészeti Főiskola Mesterképző Intézetében végzett kerámia szakon; mestere Nagy Márta volt. Egyéni és csoportos kiállításokon vett részt Ausztriában, Hollandiában, Litvániában és Japánban. Kozma Lajos Kézműves Iparművészeti Ösztöndíjban részesült (1990–1993). 